# Yuanshi Tianzun

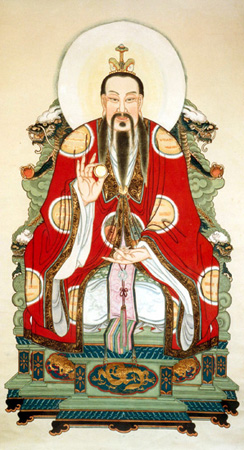
Yuanshi Tianzun

Yuanshi Tianzun (chiń. 元始天尊; pinyin Yúanshǐ Tīanzūn), zwany również Yuqing (玉清) – w taoizmie religijnym jeden z Triady Czystych, stojący na czele tej triady i uważany często za praprzyczynę wszechrzeczy oraz najwyższego ze wszystkich bogów. Opisywany jako wieczny, niezniszczalny i współczujący. Mieszka w pałacu na Nefrytowej Górze, do którego wchodzi się poprzez Złotą Bramę.
Zazwyczaj utożsamia się go z Nefrytowym Cesarzem.